# 橋本富三郎
橋本 富三郎（はしもと とみさぶろう、1886年6月8日 - 1955年5月3日）は、滋賀県甲賀郡水口町（現・甲賀市水口町）出身の文化人、実業家
、地方政治家。

## 来歴
1886年6月8日、甲賀郡水口町に生まれる
。早稲田大学政治経済学科卒業後、倉敷紡績へ入社。万寿工場人事課長を歴任し、アメリカ視察も経験する。
帰国後は、倉敷中央病院事務長、倉敷絹織（現・クラレ）工場長を務め、その後、合同新聞（現・山陽新聞）社長となる。
戦後、1945年11月より、岡山市長に就任し、1947年まで1期務めたが、公職追放となる。
引退後は、俳句や書画道を楽しんだ。号は「魚青」である。
1955年5月3日死去。享年70。死後、「魚青句鈔」が出版されている。